# Не гасете светлината
„Не гасете светлината“ (на английски: Lights Out) е американски свръхестествен филм на ужасите от 2016 г. на режисьора Дейвид Ф. Сандбърг. Базиран е на едноименния късометражен филм на Сандбърг от 2013 г. Снимките започват на 29 юни 2015 г. и приключват на 5 август 2015 г. Премиерата е на 8 юни 2016 г. на кинофестивала в Лос Анджелис, а по кината в САЩ и България филмът излиза на 22 юли 2016 г.

## Актьорски състав
| Актьор               | Роля   |
| -------------------- | ------ |
| Тереза Палмър        | Ребека |
| Гейбриъл Бейтман     | Мартин |
| Александър Ди Персиа | Брет   |
| Мария Бело           | Софи   |
| Били Бърк            | Пол    |